# Sjevernokordiljerski jezici
Sjevernokordiljerski jezici, ogranak sjevernoluzonskih jezika iz Filipina kooji se grana na dva uža ogranka, to su jezici doline Cagayan i sjeveroistočni luzonski jezici. Obuhvaća ukupno 16 jezika, to su: 
a. Cagayan Valley/Jezici doline Cagayan  (11):
a1. Ibanagic (9): faire atta, pudtol atta, pamplona atta, ibanag, itawit, yogad.
a. Gaddang (3): gaddang, ga’dang, centralni cagayan agta
a2. Isnag (2): adasen, isnag,
b. Sjeveroistočni luzonski (5): casiguran dumagat agta, dicamay agta, dupaninan agta, kasiguranin, paranan.

## Vanjske poveznice
- Ethnologue (14th)
- Ethnologue (15th)